# キア・プレジオ
プレジオ (Pregio、韓国語: 프레지오) は、起亜自動車がベスタの後継車種として販売していたワンボックスカーである。

## 概要
ベスタが搭載していたローナエンジンに欠陥が見つかり、ユーザーから抗議が相次ぎ、1991年9月に起亜自動車はベスタの後継モデルの開発に着手した。このモデルはプロジェクト名NB-9と命名され、ベスタはマツダと共同開発したのに対し、このモデルは起亜自動車が独自開発を目標に開発した。外観デザインは、直線ではなく曲線を取り入れ、流麗な感覚をアピールした。
そして1995年11月13日に発売。当初、ワゴンは9人乗り仕様と12人乗り仕様、バンは3人乗り仕様と6人乗り仕様しかなかったが、1997年1月25日に9人乗り仕様の高級モデル、ラウンジが追加された。ラウンジは当時の韓国で唯一のフルフラット機能を備えていた。元々2.7LのJ2エンジンが搭載されていたが、力不足というユーザーの意見により、90馬力の3,000cc OHVエンジン（JTエンジン）も追加された。ラインナップはLS、GS（高級モデル、標準モデル）、RSで構成されている。最上級のLSがアルミホイールを基本採用し、GSと安価モデルのRSはスチールホイールを採用（GSの高級モデルは、アルミホイール選択可能）した。
2000年にはラジエーターグリルのデザインが変更されるとともに、亜細亜自動車の亜細亜・トピックに代わる15人乗り仕様（グランド）が追加された。2001年4月には改良されたプレジオ・ネオが発売。いくつかデザインが変更され、4速ATがオプションとして追加された。また、新規デザインのスチールホイールも採用した。2003年はユーロNCAP安全基準に対応するフロントバンパーを採用したイヤーモデルが発表された。その後、2004年1月にフェイスリフトを実施しボンゴIIIコーチに車名を改めたが、輸出用はプレジオの車名で販売された。合計44,000台が輸出された。

## 後継車種の計画
1996年にプレジオの後継モデルがPG130というプロジェクト名で開発され、LCVにトラックモデルも計画されたが、翌年の1997年にIMFによる韓国救済により起亜自動車の不渡事態で開発中止になった。しかし、現代自動車に買収され、現代側のプロジェクトと合わせながら開発を再開し、2002年の発売を目標にしており、現代版モデルも発売される計画だった。ところが、開発の途中で需要があまりないとの理由で完全に廃棄された。以後、現代自動車はソラティというLCVを発売したが、起亜自動車は現在もLCVを発売していない。

## ラインナップ
プレジオ（1995年 - 1997年）
- LS - ワゴン : 12人乗り仕様、9人乗り仕様 バン : 6人乗り仕様、3人乗り仕様
- GS（高級モデル、標準モデル） - ワゴン : 12人乗り仕様 バン : 6人乗り仕様、3人乗り仕様
- RS - ワゴン : 12人乗り仕様 バン : 6人乗り仕様、3人乗り仕様

プレジオ（1997年 - 1999年）
- LS - ワゴン : 12人乗り仕様、9人乗り仕様（1999年） ラウンジ : 9人乗り仕様（1999年） バン : 6人乗り仕様、3人乗り仕様
- GS（高級モデル、標準モデル） - ワゴン : 12人乗り仕様 バン : 6人乗り仕様、3人乗り仕様
- RS - ワゴン : 12人乗り仕様 バン : 6人乗り仕様、3人乗り仕様

プレジオ（1999年 - 2001年）
- LS - ワゴン : 15人乗り仕様、12人乗り仕様 バン : 6人乗り仕様、3人乗り仕様
- GS（高級モデル、標準モデル） - ワゴン : 15人乗り仕様、12人乗り仕様 バン : 6人乗り仕様、3人乗り仕様
- RS - ワゴン : 15人乗り仕様、12人乗り仕様 バン : 6人乗り仕様、3人乗り仕様

プレジオ・ネオ（2001年 - 2003年）
- LS - ワゴン : 15人乗り仕様、12人乗り仕様 バン : 6人乗り仕様、3人乗り仕様
- GS - ワゴン : 15人乗り仕様、12人乗り仕様 バン : 6人乗り仕様、3人乗り仕様
- RS - ワゴン : 15人乗り仕様、12人乗り仕様 バン : 6人乗り仕様、3人乗り仕様

## 車名の由来
イタリア語で「価値」「名誉」を意味する。